# Martino Pedrazzini
Martino Pedrazzini (* 28. Februar 1843 in Locarno; † 10. Mai 1922 ebenda) war ein Schweizer Anwalt, Rektor, Politiker, Tessiner Grossrat, Staatsrat und Nationalrat.

## Biografie
Martino Pedrazzini war Sohn des Anwalts Guglielmo Pedrazzini und seiner Frau Rosa geborene Franzoni. Er heiratete Emilia Bacilieri im Jahr 1870. Nach dem Besuch des Kollegiums der Barnabiten in Monza von 1854 bis 1861 studierte er Rechtswissenschaften an den Universitäten Pisa (von 1861 bis 1862) und Turin, wo er 1865 zum Doktor der Rechte promovierte. Dann kehrte er nach Locarno zurück, wo er als Rechtsanwalt und Notar tätig wurde. Als Politiker war er ein führender Vertreter der Konservativen Partei, Nationalrat von 1873 bis 1890, Tessiner Grossrat in den Jahren 1875 und 1890 sowie Staatsrat von 1875 bis 1890.
Er war eine führende Persönlichkeit in der Nuovo-Indirizzo-Regierung, förderte das Schulgesetz (1878–1882) und das zivil-kirchliche Gesetz (1886). Er wurde mehrmals vom Bundesrat mit heiklen Missionen betraut, so namentlich in der Bistumsfrage, bei der Versetzung von Mgr. Eugène Lachat vom Bistum Basel nach dem jenigen von Lugano. Nach seinem Rücktritt aus dem Staatsrat infolge der Veruntreuung des Kantonskassiers Luigi Scazziga im Jahr 1890 gab er seine politische Tätigkeit auf. Danach war Pedrazzini von 1890 bis 1917 Professor für Staats- und Kirchenrecht an der Universität Freiburg (Schweiz) und von 1892 bis 1893 deren Rektor. Ab 1863 gehörte er dem Piusverein an. Am 31. Januar 1881 war er Ehrenmitglied der Società di mutuo soccorso dei docenti ticinesi.